# Lâu đài Bojnice
Lâu đài Bojnice là một lâu đài thời trung cổ ở Bojnice, Slovakia. Lâu đài được xây dựng vào thế kỷ thứ 12 theo phong cách kiến trúc Roman với một số yếu tố kiến trúc Gothic.

## Lịch sử
Lâu đài Bojnice lần đầu tiên được đề cập trong hồ sơ bằng văn bản vào năm 1013, trong một tài liệu tại Tu viện Zobor. Ban đầu được xây dựng như một pháo đài bằng gỗ, nó dần được thay thế bằng đá, với các bức tường bên ngoài được định hình theo địa hình đá không bằng phẳng. Chủ sở hữu đầu tiên của nó là Matthew III Csák, người đã nhận được nó vào năm 1302 từ Vua Ladislaus V của Hungary.
Sau đó, vào thế kỷ 15, nó thuộc sở hữu của vua Mátyás Corvin. Sau cái chết của Mátyás, lâu đài trở thành tài sản của gia đình Zápolya. Thurzós, gia đình giàu có nhất ở Vương quốc phía bắc Hungary, đã mua lại lâu đài vào năm 1528 và tiến hành tái thiết lớn. Pháo đài cũ đã biến thành một lâu đài thời Phục hưng. Từ năm 1646 trở đi, chủ sở hữu của lâu đài là người Pálffys, người tiếp tục xây dựng lại lâu đài.
Chủ sở hữu nổi tiếng cuối cùng của lâu đài là Bá tước János Ferenc Pálffy đã thực hiện một công trình tái thiết theo phong cách lãng mạn từ năm 1888 đến 1910. Ông không chỉ xây lâu đài mà còn là kiến trúc sư và nhà thiết kế đồ họa cho lâu đài. Ông là một trong những nhà sưu tập đồ cổ, thảm thêu, tranh vẽ, tranh và điêu khắc vĩ đại nhất trong thời đại của ông. Sau cái chết của János Ferenc Pálffy, vào ngày 25 tháng 2 năm 1939, lâu đài, spa chăm sóc sức khỏe và vùng đất xung quanh cho doanh nhân người Séc Jan Antonín Baťa (chủ sở hữu công ty giày Bata).
Sau năm 1945, khi tài sản của Bata bị chính quyền Tiệp Khắc tịch thu, lâu đài trở thành trụ sở của một số tổ chức nhà nước. Vào ngày 9 tháng 5 năm 1950, một đám cháy lớn đã bùng phát trong lâu đài, nhưng nó đã được xây dựng lại bằng chi phí của chính phủ. Sau khi tái thiết này, một bảo tàng chuyên về tài liệu và trình bày về thời đại của phong cách tân kiến trúc đã được mở ra ở đây. Bảo tàng Bojnice hiện là một phần của Bảo tàng Quốc gia Slovak ngày nay.

## Hình ảnh

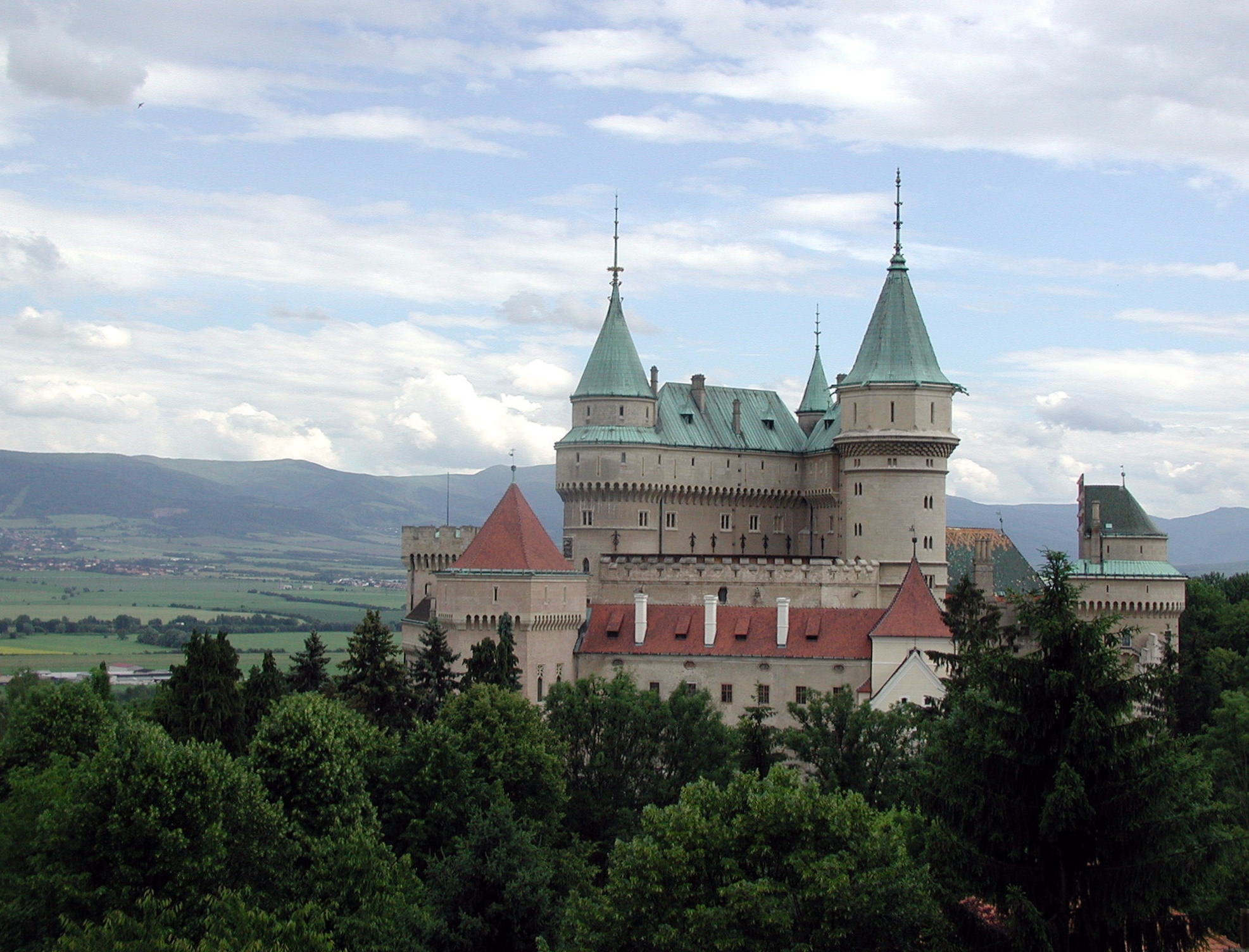
Bojnice Castle, 2004
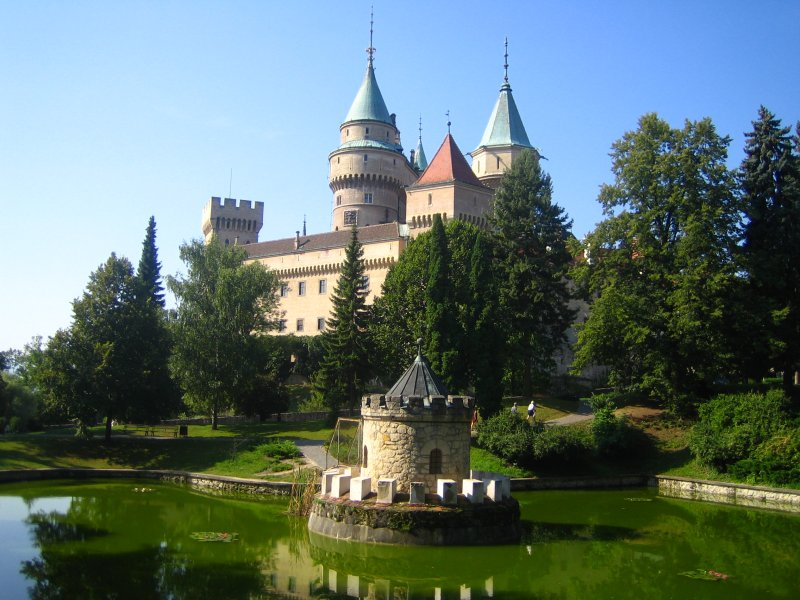
Bojnice Castle, 2007
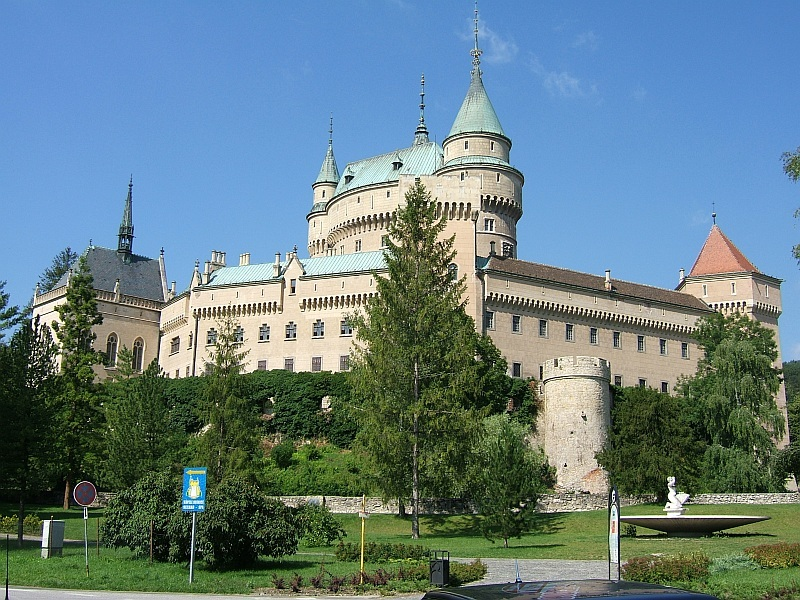
Bojnice Castle
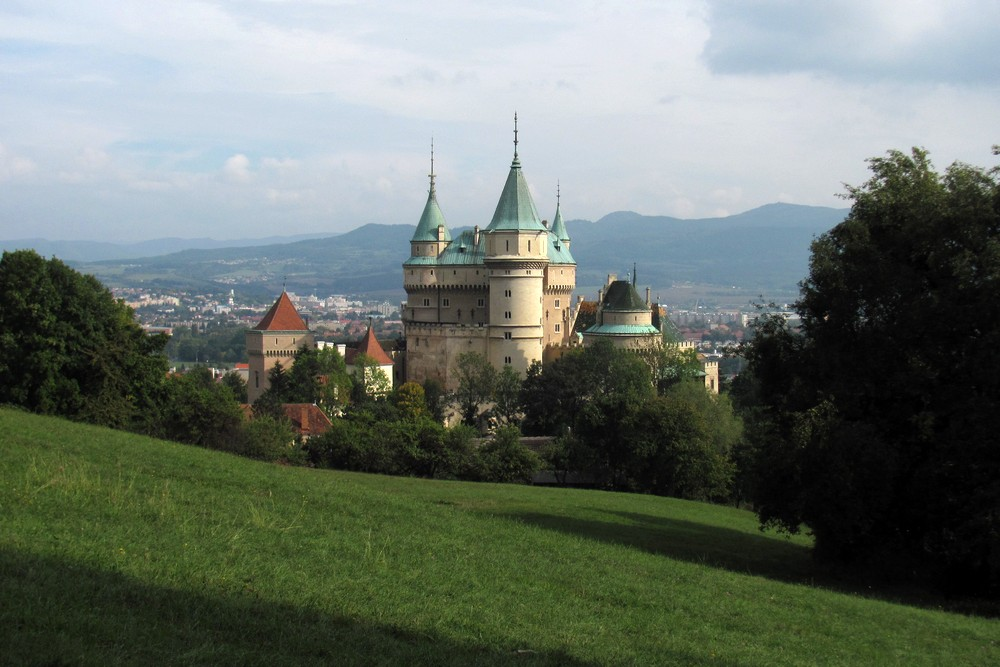
View of Bojnice Castle from west.
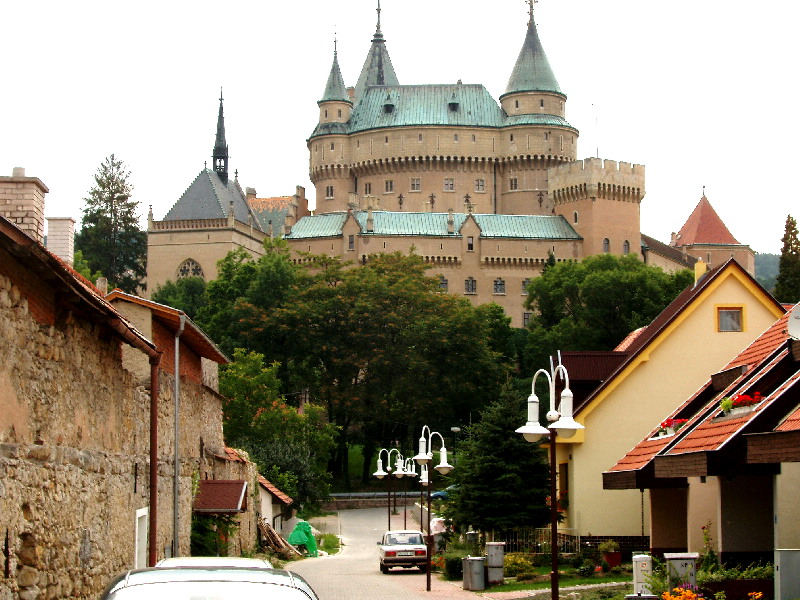
Bojnice Castle as seen from the town
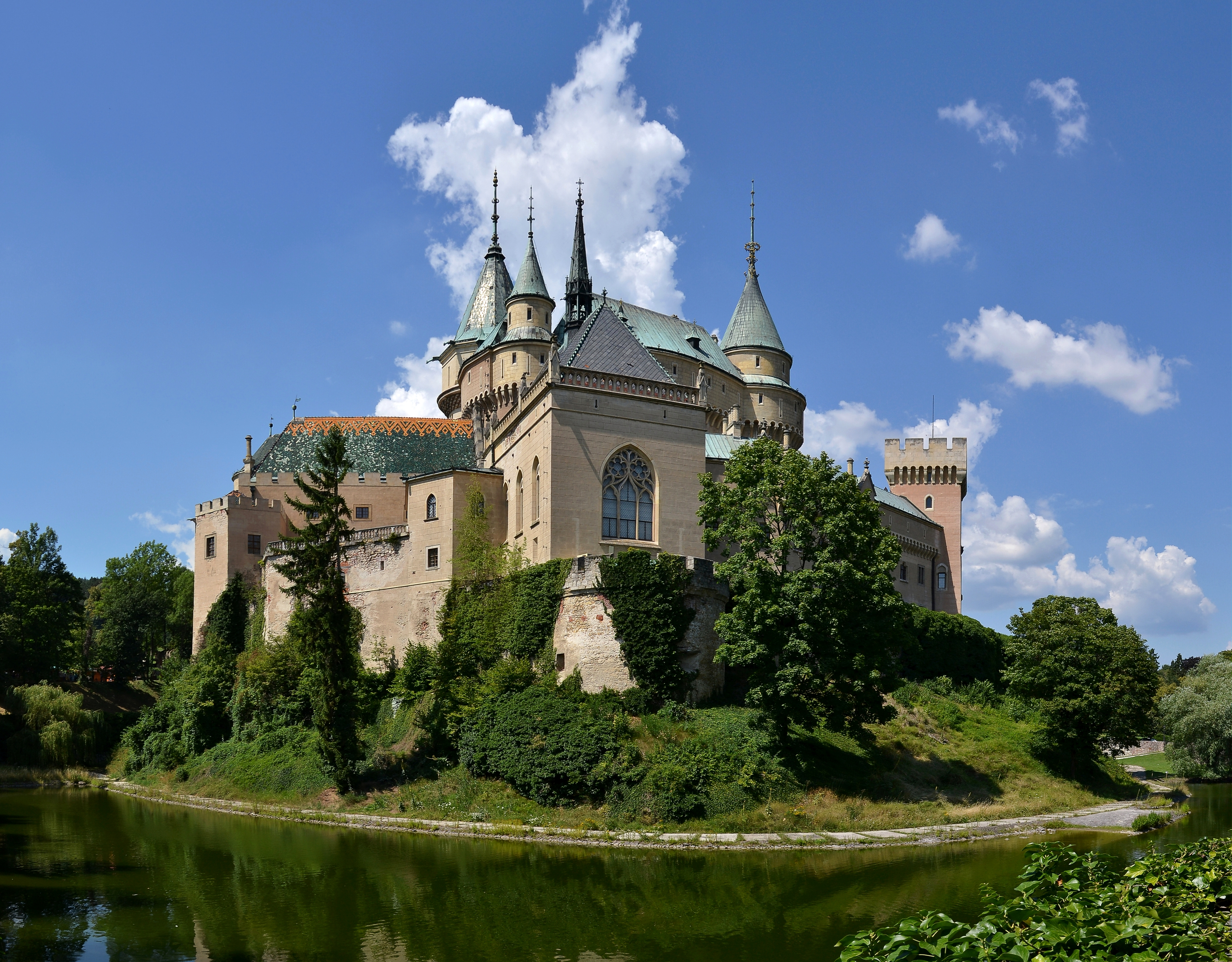
Bojnice Castle, 2014
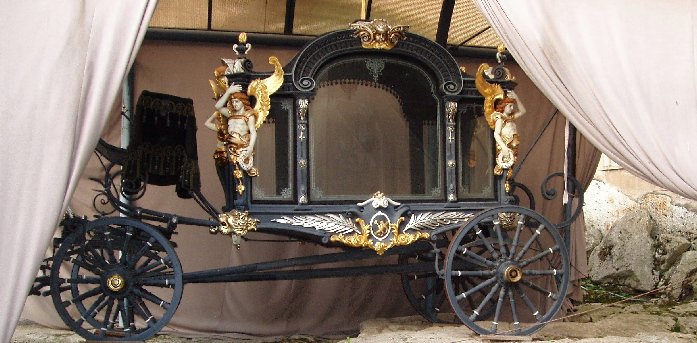
Pálffy funeral carriage inside the castle
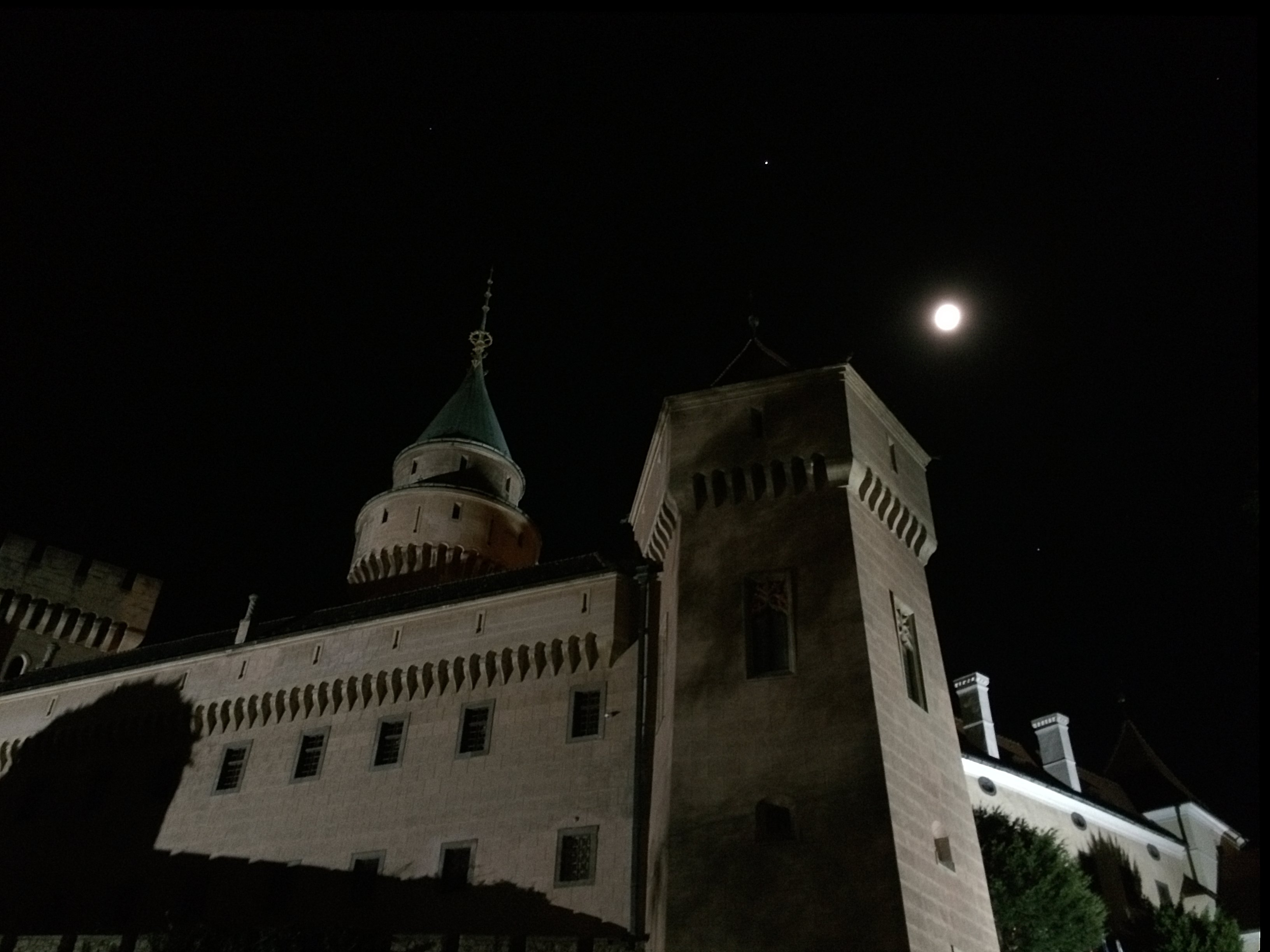
Bojnice Castle at night, 2015